# عصب بصري
العصب البصري والمعروف أيضًا باسم العصب القحفي الثاني (باللاتينية: nervus opticus) هو عصب زوجي ينقل المعلومات المرئية من شبكية العين إلى الدماغ. يُشتق العصب البصري في البشر أثناء تطور الجنين من القصبات البصريات خلال الأسبوع السابع، ويتكون العصب البصري من المحاور العصبية لعصبونات الشبكية والخلايا الدبقية، ويمتد من القرص البصري إلى التصالبة البصرية ويستمر كسبيل بصري حتى يصل إلى النواة الركبية الوحشية، والنواة السابقة للسقف، والنواة الأكيمة العلوية.

## التركيب
يُصنف العصب البصري باعتباره ثاني الأعصاب القحفية المزدوجة الاتنى عشر، وتقنيا فهو جزء من الجهاز العصبي المركزي وليس الجهاز العصبي المحيطي لأنه مشتق من نتوء خارج من الدماغ البيني (القصبات البصرية) أثناء تطور الجنين، نتيجة لذلك فإن أليافه العصبية يُغطيها الميالين الذي تُنتجه الخلايا الدبقية القليلة التغصن (بعكس خلايا شوان في الجهاز العصبي المحيطي) كما يُغلف العصب البصري داخل السحايا، ولا يؤثر عليه اعتلال الأعصاب المحيطية (مثل متلازمة غيلان باريه)، وبالرغم من كل ما سبق، فإن العصب البصري غالبا ما يُعامل ضمن الأعصاب القحفية ويتم اعتباره جزءًا من الجهاز العصبي المحيطي.
يُغلف العصب البصري بالطبقات السحائية الثلاث (الجافية، العنكبوتية والحنون) بدلاً من الظهارة والبطانة المحيحطة المغلفة للأعصاب الطرفية، وبالنظر إلي أن أليف الجهاز العصبي المركزي للثدييات (على عكس الجهاز العصبي المحيطي) غير قادرة على التجدد، فإن التلف الذي يُصيب الأعصاب البصرية ينتج عنه عمى دائم.

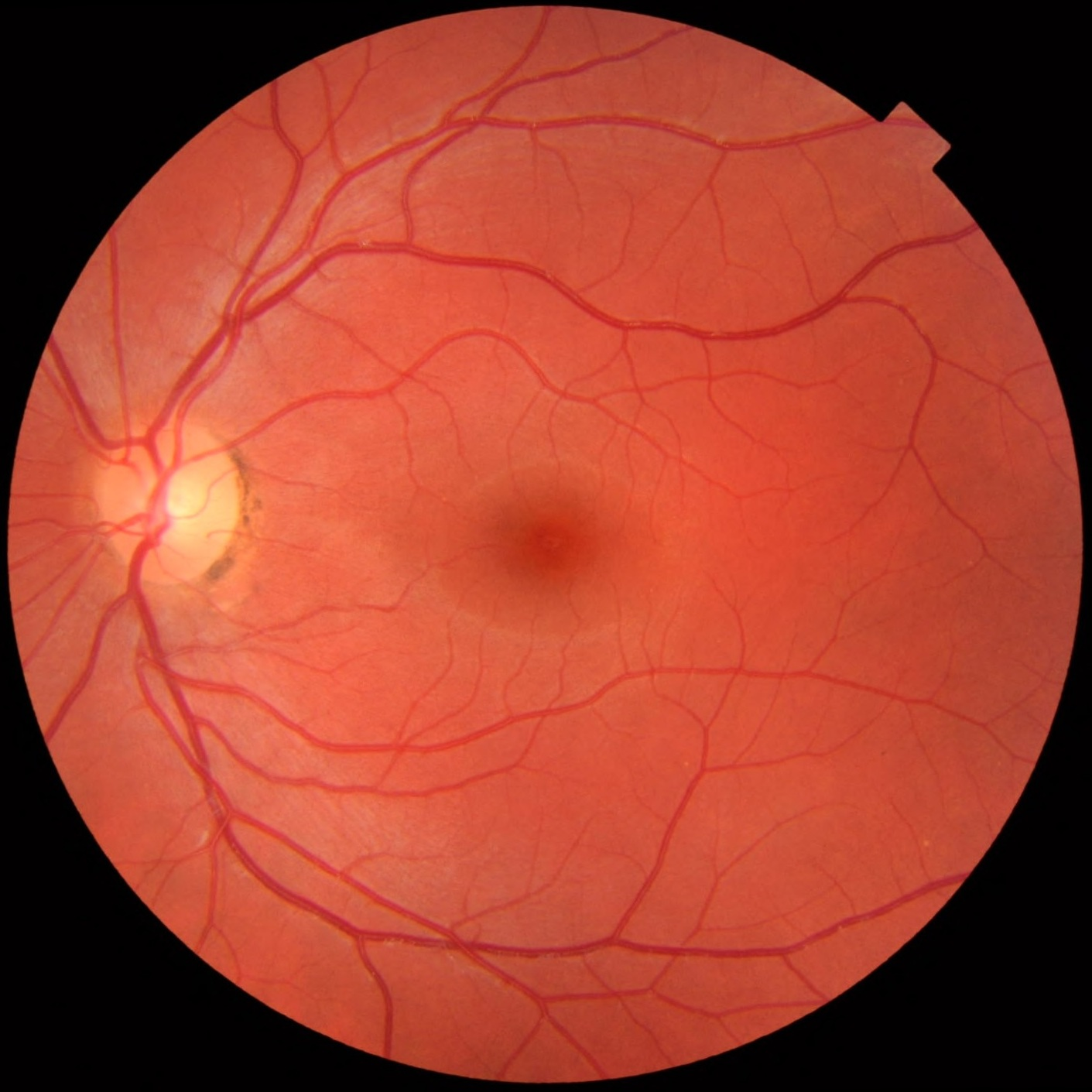
صورة لتنظير قاع العين يظهر فيها مؤخر شبكية العين. وتشير الدائرة البيضاء إلى بداية العصب البصري.

يتكون العصب البصري من المحاور العصبية لعصبونات الشبكية والخلايا الدبقية، ويحتوي كل عصب بصري (في البشر) على ما يقرب من 770,000 إلى 1.7 مليون ليفة عصبية، وفي النقرة التي تتميز بحدة الرؤية، تتصل عصبونات الشبكية بعدد صغير من مستقبلات الضوء لا يتجاوز الخمسة، أما في مناطق الشبكية الأخرى فيتصل العصبون با الواحد بآلاف من من مستقبلات الضوء.
يترك العصب البصري محجر العين عبر القناة البصرية، في الاتجاه الخلف الإنسي صوب التصالبة البصرية، حيث يتقاطع جزئي بين الألياف الداخلية للعصب البصري مع أخيه، وتختلف نسبة الألياف المتقاطعة بحسب الأنواع وترتبط بدرجة الرؤية الموحدة التي تتمتع بها الأنواع. وتنتهي معظم محاور العصب البصري في نواة الركيبة الوحشية حيث تُنقل منها المعلومات إلى القشرة البصرية، في حين تنتهي محاور عصبية أخرى في النواة السابقة للسقف لتشارك في حركات العين الانعكاسية، فيما تنتهي محاور أخرى في النواة فوق التصالبة لتشارك في تنظيم دورة النوم والاستيقاظ. يزداد قطر العصب البصري من حوالي 1.6 مم داخل العين إلى 3.5 مم في محجر العين و4.5 مم داخل الجمجمة. ويبلغ طول العصب البصري في مقلة العين 1 مم، و24 مم في المجر، و9 مم في القناة البصرية، و16 مم في الجمجمة قبل أن يصل إلى التصالبة البصرية التي يحدث فيها التصالب الجزئي، ويعبر حوالي 53 ٪ من الألياف لتشكل السبيل البصري، وتنتهي معظم هذه الألياف في الجسم الركبي الوحشي. 
يُقسم العصب البصري، استنادا لهذا التشريح، إلى أربعة أجزاء (انظر الصورة أعلاه):
1. رأس العصب البصري (وهو المكان الذي يبدأ فيه العصب في مقلة العين بألياف تخرج من شبكية العين؛ 2. جزء المحجر (وهو الجزء الموجود داخل محجر العين) 3. جزء داخل القناة (وهو الجزء داخل القناة العظمية المعروفة باسم القناة البصرية)؛ 4. جزء الجمجمة (الجزء داخل تجويف الجمجمة، والذي ينتهي عند التصالبة البصرية). 
تنتقل ألياف الإشعاع البصري من الجسم الركبي الوحشي إلى القشرة البصرية في الفص القذالي للدماغ.

## الوظيفة
ينقل العصب البصري جميع المعلومات المرئية بما في ذلك إدراك السطوع وتصور الألوان والتباين (حدة البصر). ويوصل أيضًا الإشارات البصرية المسؤولة عن ردود الفعل العصبية المهمة: منعكس الضوء ومعكس التكيف، حيث يشير منعكس الضوء إلى انقباض كلا الحدقتين عندما يسقط الضوء على أي منهما؛ ويشير منعكس التكيف إلى زيادة تحدب عدسة العين الذي يحدث عندما ينظر الشخص إلى كائن قريب من العين كما يحدث أثناء القراءة (حيث تتكيف العدسة مع الرؤية القريبة).
تنشأ البقعة العمياء للعين نتيجة غياب المستقبلات الضوئية في منطقة من الشبكية وهي نفسها المنطفة التي يغادر منها العصب البصري من العين.

## الأهمية السريرية

### الأمراض
عادةً ما يؤدي التلف في العصب البصري إلى فقد دائم وشديد في الرؤية، بالإضافة إلى اضطراب منعكس الضوء ذو الأهمية التشخيصية البالغة، ويعتمد نوع الفقد في المجال البصري على الأجزاء التالفة ومكان الإصابة في العصب البصري. وبشكل عام:
- تؤدي الآفات التي تصيب العصب البصري أمام التصالبة البصرية إلى فقدان الرؤية في العين الموجودة على نفس جانب الآفة.
- تؤدي الآفات التي تصيب التصالبة غالبا إلي فقد الرؤية الجانبية في كلا العينين (عمي نصفي صدغي مزدوج)، وقد يحدث ذلك في حالة أورام الغدة النخامية الكبيرة.

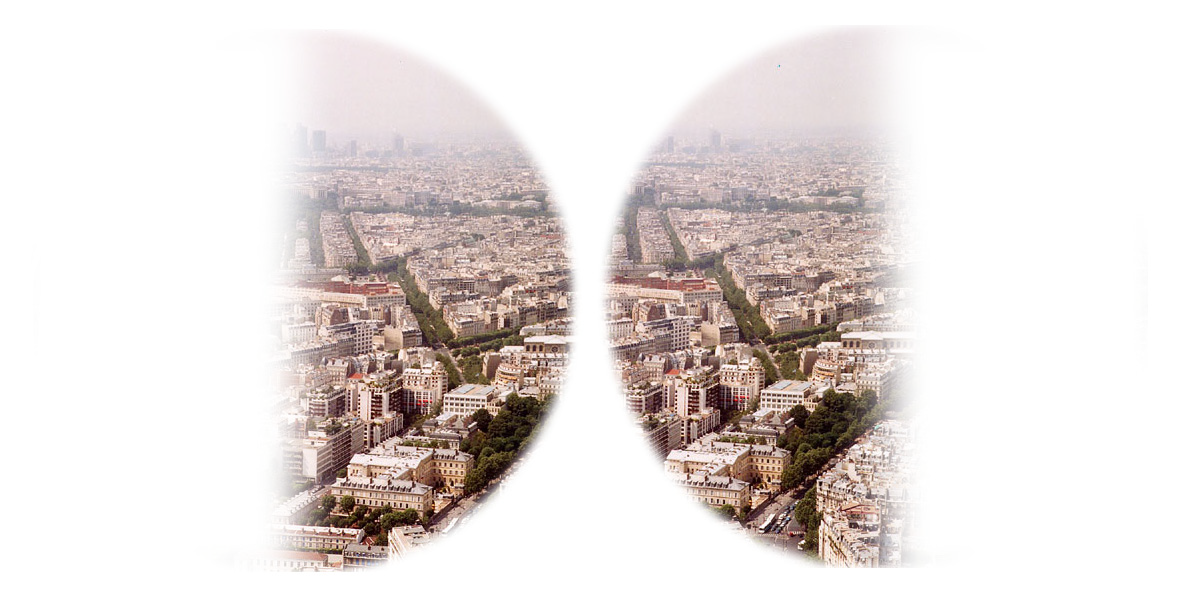
مشهد لباريس يُمثل ما يراه المصاب بالعمي النصفي الصدغي المزدوج.

- تؤدي الأضرار التي تصيب السبيل البصري إلى فقدان في مجال الرؤية في كلا العينين، فمثلا إذا قطع السبيل البصري الأيمن يكون هناك فقد لمجال الرؤية الإنسي (الداخلي) في العين اليمنى وفقد في مجال الرؤية الوحشي (الخارجي) في العين اليسرى.

يمكن أن تنتج إصابات العصب البصري من مشاكل خلقية أو وراثية (مثل اعتلال العصب البصري الوراثي لدى ليبر)، أو الجلوكوما ، أو الصدمة، أو السموم، أو الالتهاب، أو نقص التروية، أو العدوى، أو ضغط الورم أو أم الدم على العصب. وتشمل إصابات العصب البصري الثلاثة الأكثر شيوعًا كل من الجلوكوما، والتهاب العصب البصري (خاصة في الذين تقل أعمارهم عن 50 عامًا)، والاعتلال العصبي البصري الإقفاري الأمامي (عادةً في الأشخاص الأكبر من 50 عامًا).
الجلوكوما هي مجموعة من الأمراض التي تتضمن فقدان عصبونات الشبكية مسببة اعتلال عصبي بصري يظهر في شكل فقدان في الرؤية المحيطية دون المركزية في البداية. وترتبط الجلوكوما بزيادة الضغط داخل العين مما يضر بالعصب البصري عند موضع خروجه من مقلة العين. على الرغم من أن الجلوكوما تؤدي في النهاية إلى تلف العصب البصري إلا أنها في الأساس مرض يصيب العين وليس العصب البصري.
يرتبط التهاب العصب البصري بعدد من الأمراض أبرزها مرض التصلب المتعدد، ومن المحتمل أن يعاني المريض من درجات متفاوتة من فقدان البصر وألم في العين. وتميل الحالة إلى أن تكون حلقية.
يُعرف الاعتلال العصبي البصري الإقفاري الأمامي باسم "جلطة العصب البصري"، ويؤثر المرض على رأس العصب البصري، وعادة ما يكون هناك نقص مفاجئ في تدفق الدم والمواد الغذائية إلى رأس العصب البصري (موضع خروج العصب من مقلة العين). وعادة ما يكون فقدان البصر مفاجئًا، وغالبًا ما يحدث عند الاستيقاظ في الصباح، وتشيع هذه الحالة في مرضى السكري من 40 إلى 70 عامًا.
يُمثل نقص تنسج العصب البصري نقصا في نمو العصب البصري مما يؤدي إلى ضعف أو انعدام الرؤية في العين المصابة.
يمكن للأورام وخاصة تلك الموجودة في الغدة النخامية أن تضغط على العصب البصري مسببة أشكالًا مختلفة من فقدان البصر. وبنفس الطريقة يمكن لأم الدم أن تؤثر أيضًا على العصب.
يمكن لأطباء العيون وأخصائيي البصريات اكتشاف وتشخيص بعض أمراض العصب البصري، لكن المتخصصين في طب العين العصبي غالباً ما يكونون الأنسب لتشخيص وعلاج أمراض العصب البصري.

## التجدد
يمتلك العصب البصري (على غرار السُبل الموجودة في الجهاز العصبي المركزي) بإمكانيات تجدد محدودة للغاية إذا ما حدث فيه إصابات، ومع ذلك فإنه يتم تطوير بعض التقنيات الجديدة لزيادة هذه الإمكانات.

## صور إضافية

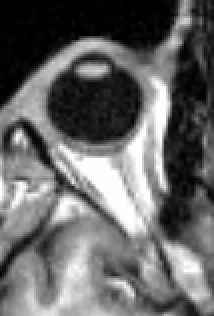
التصوير بالرنين المغناطيسي للعين البشرية يُظهر العصب البصري.
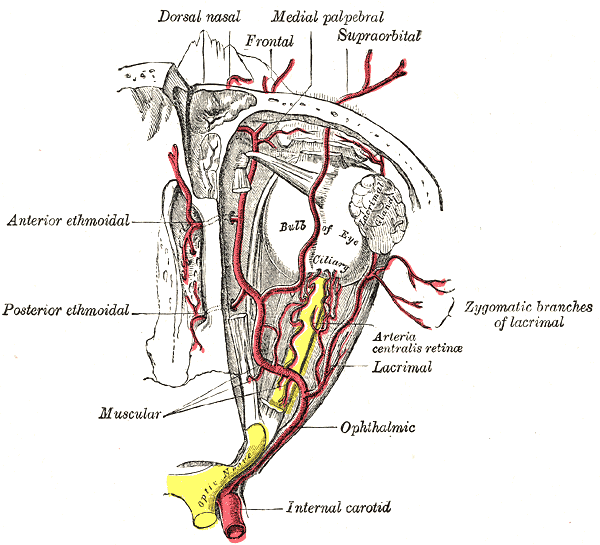
الشريان البصري وفروعه. (العصب البصري باللون الأصفر)
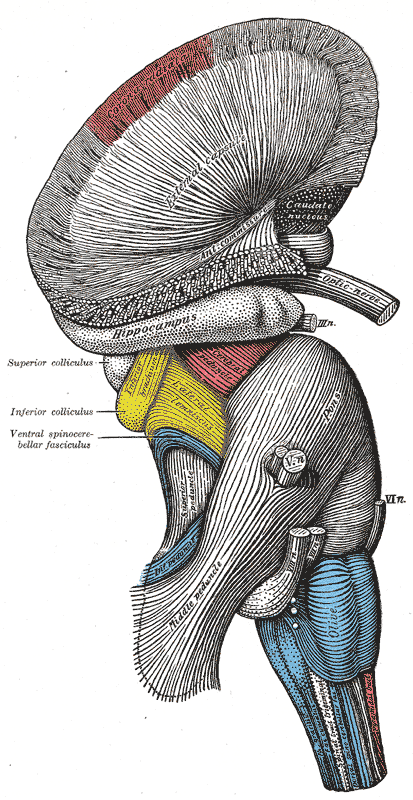
تشريح سطحي لجذع الدماغ. منظر وحشي.
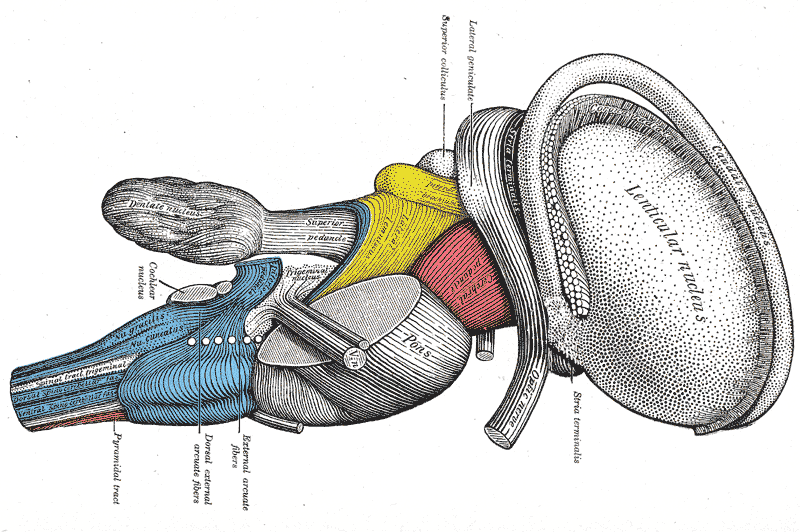
تشريح جذع الدماغ. منظر وحشي.
مخطط يوضح الروابط المركزية للعصب البصري والسبيل البصرية.
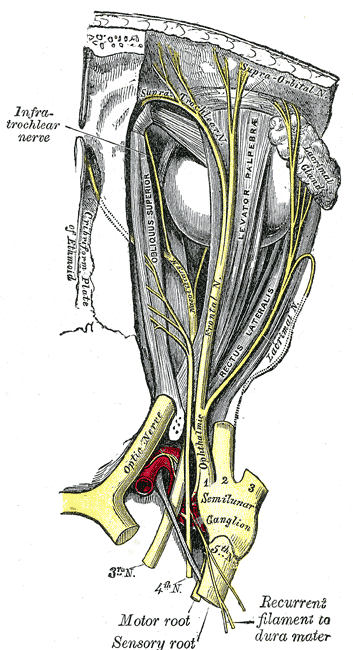
أعصاب محجر العين. كما تُرى من الأعلى.
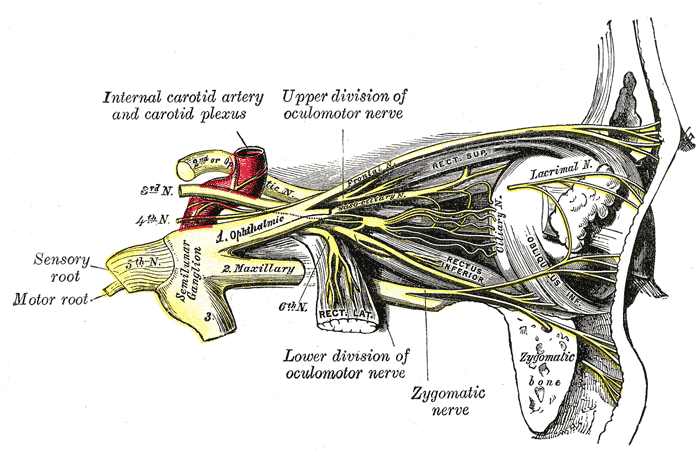
أعصاب محجر العين، والعقدة الهدبية. مشهد وحشية.
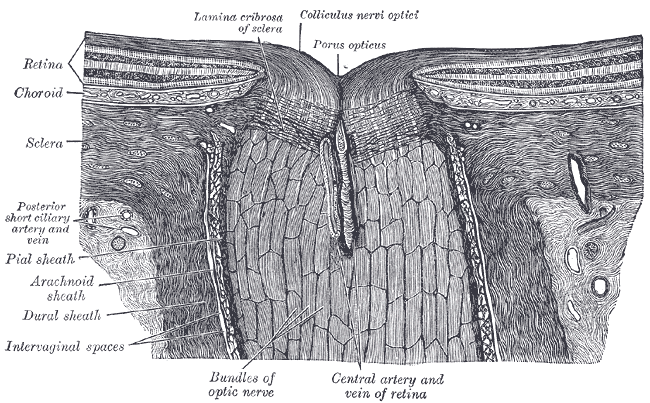
الجزء الطرفي للعصب البصري ومدخله إلى مقلة العين. قطاع مستعرض.
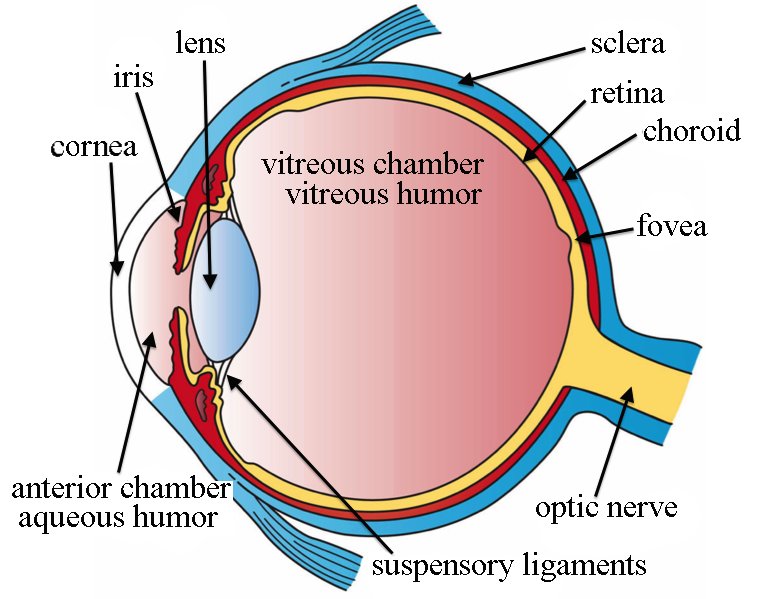
تسمية هياكل العين
تُظهر هذه الصورة عرضًا آخر لأسماء هياكل العين
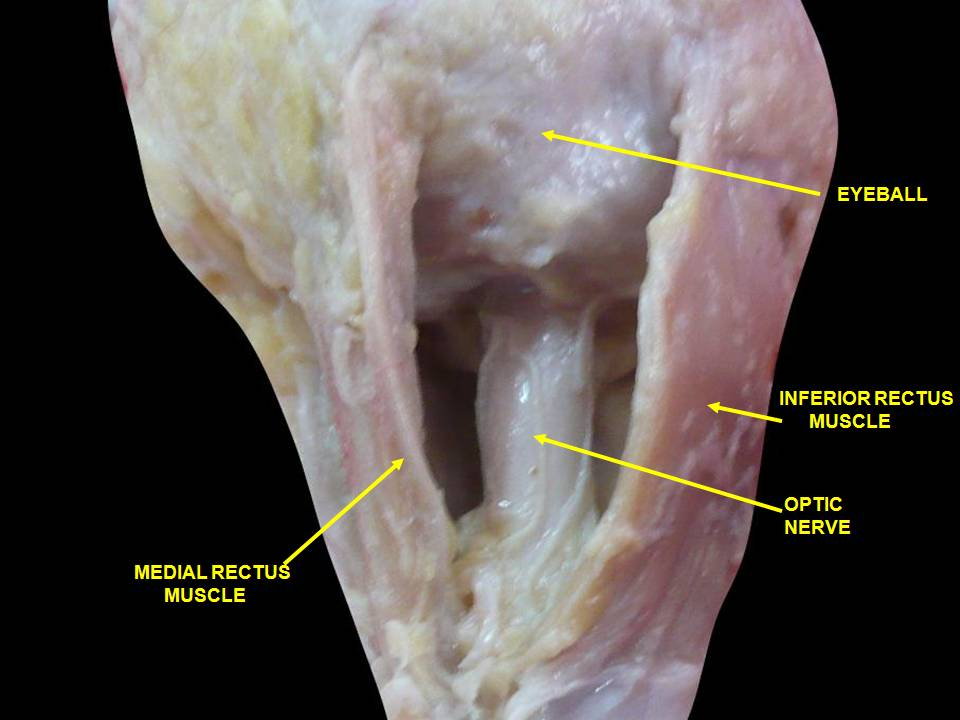
العصب البصري. تشريح عميق. مشهد سفلي.
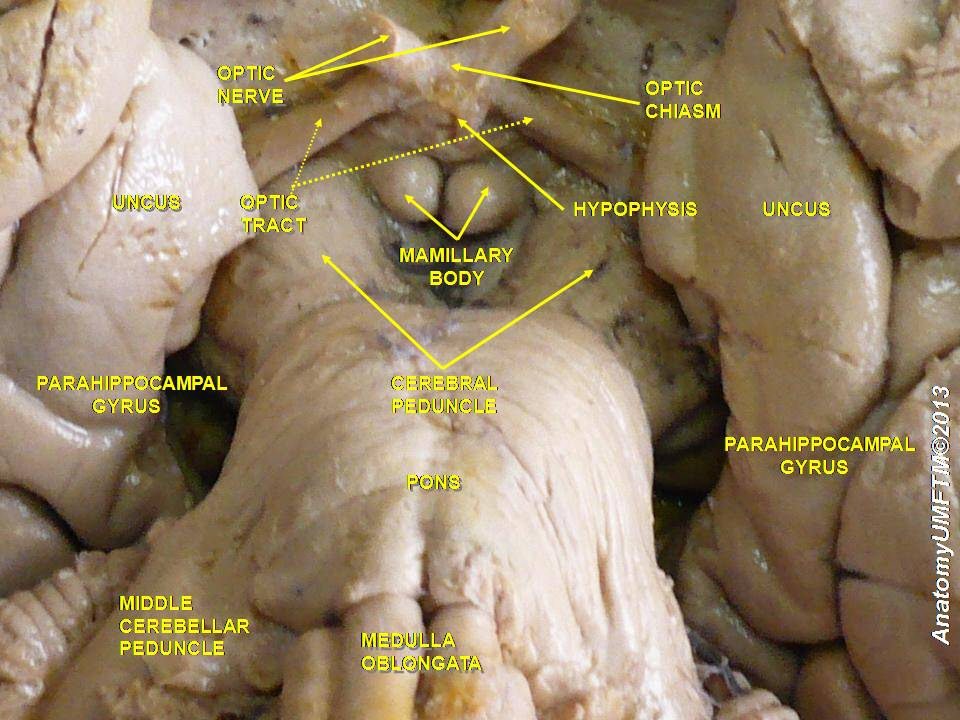
العصب البصري. تشريح عميق. مشهد سفلي.
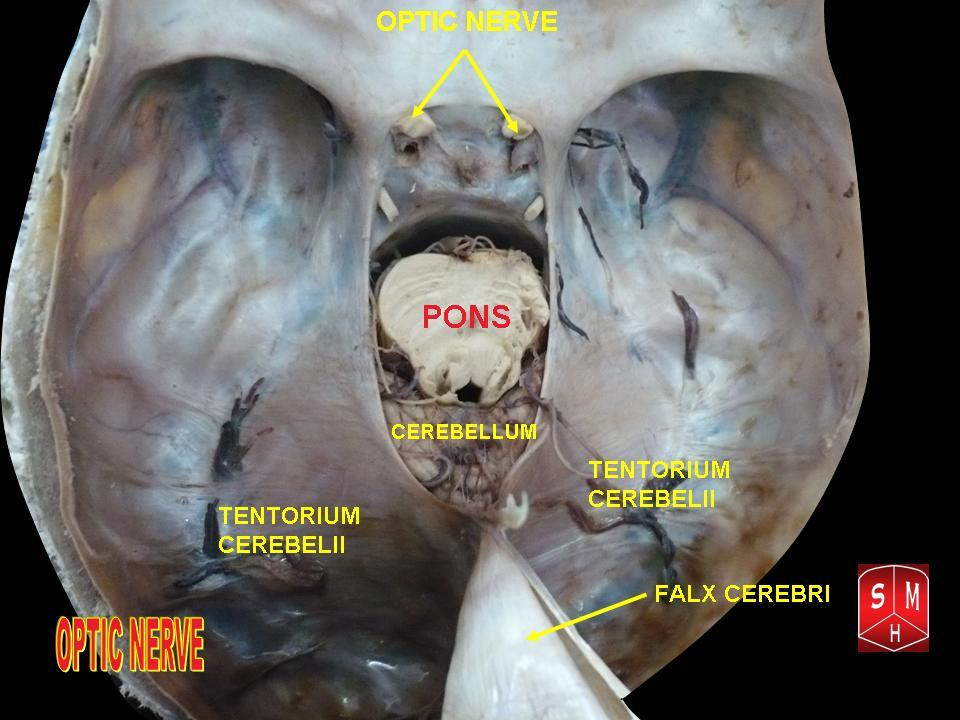
العصب البصري
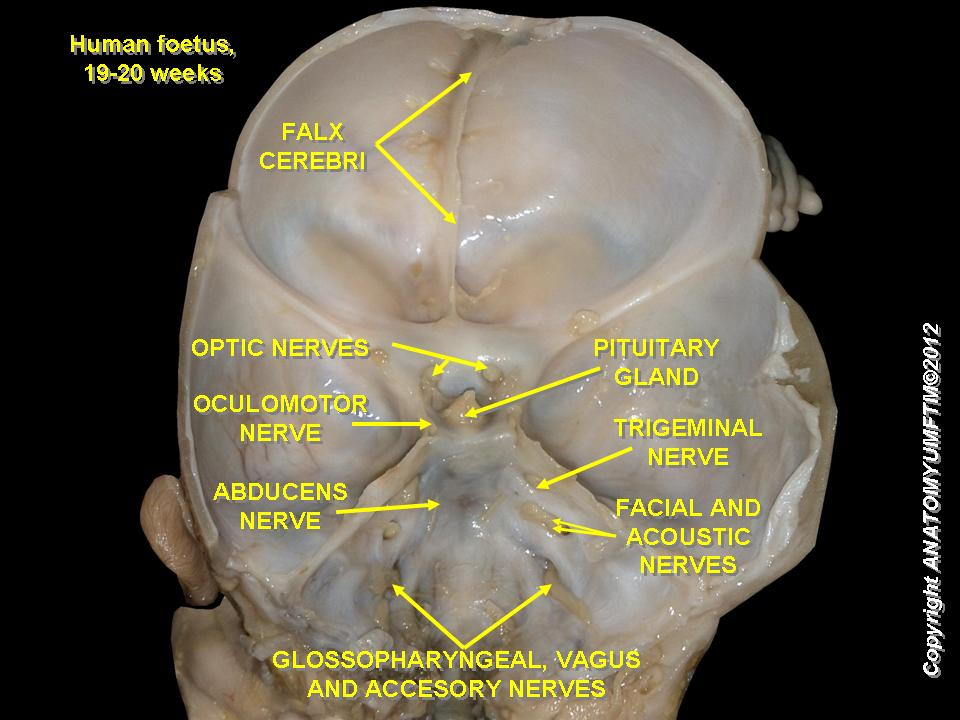
العصب البصري
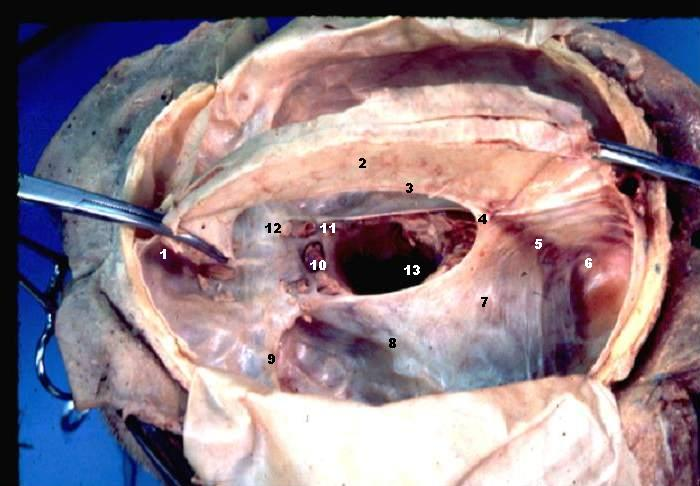
الأم الجافية في الدماغ البشري
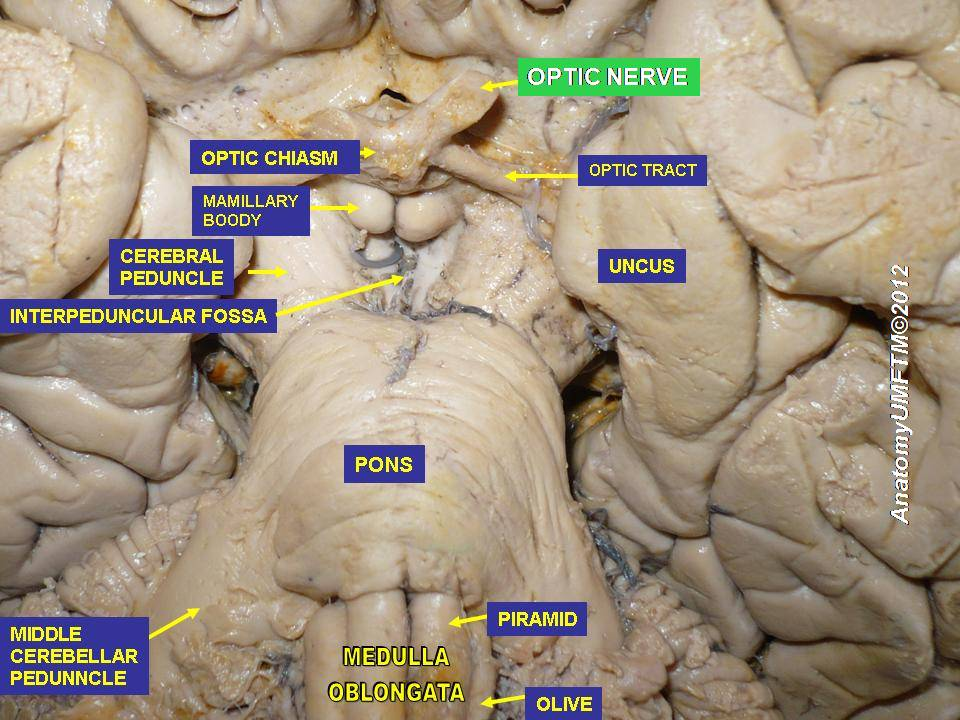
العصب البصري
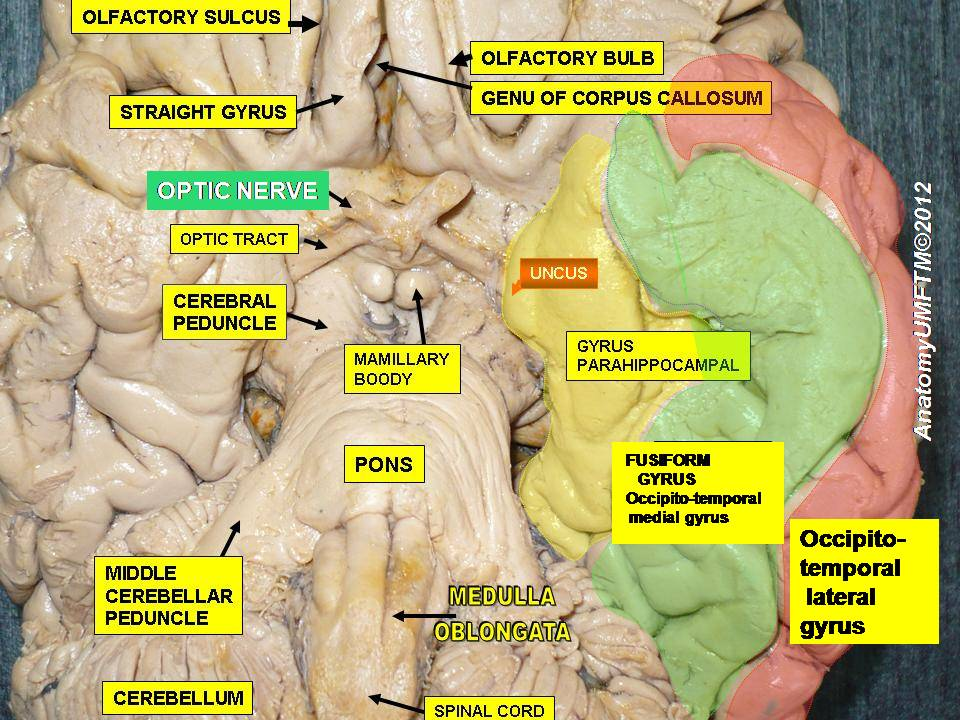
العصب البصري
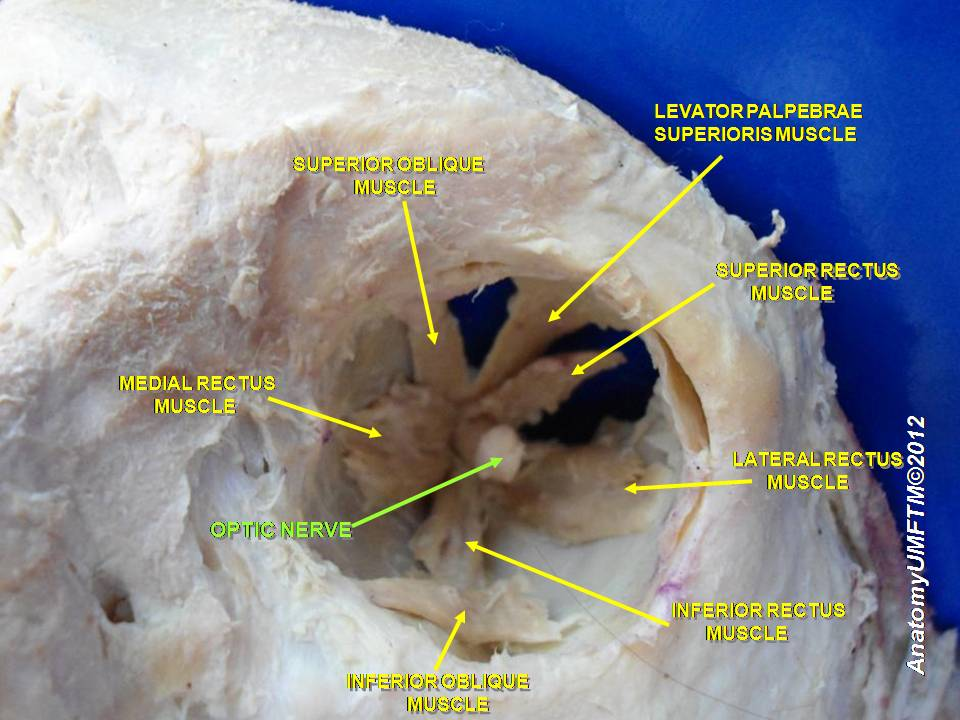
العصب البصري
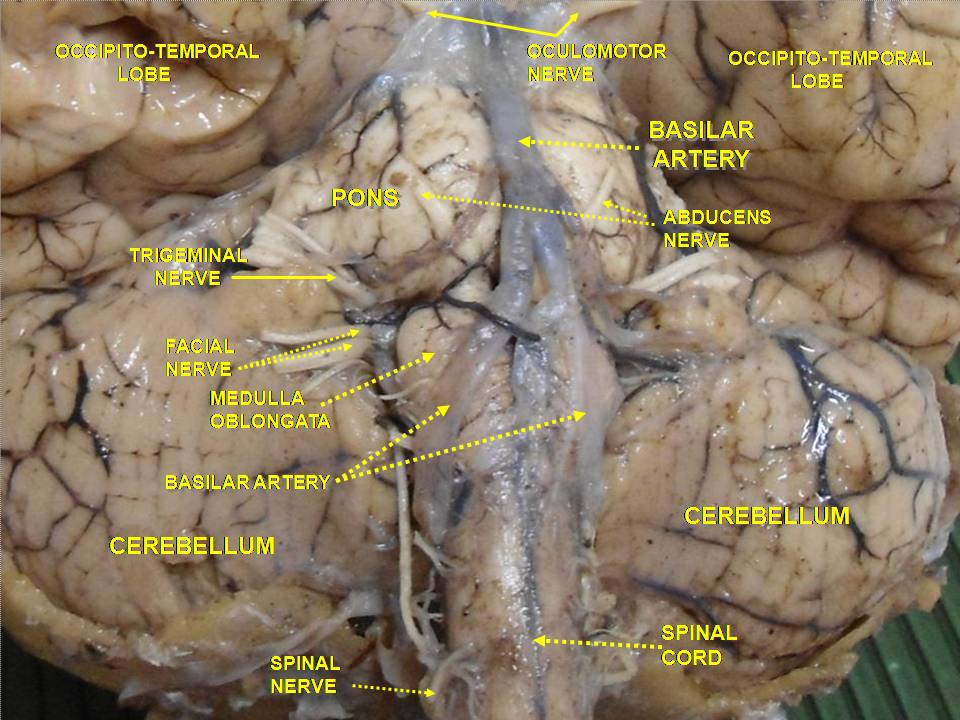
القشرة المخية. مشهد سفلي. تشريح عميق
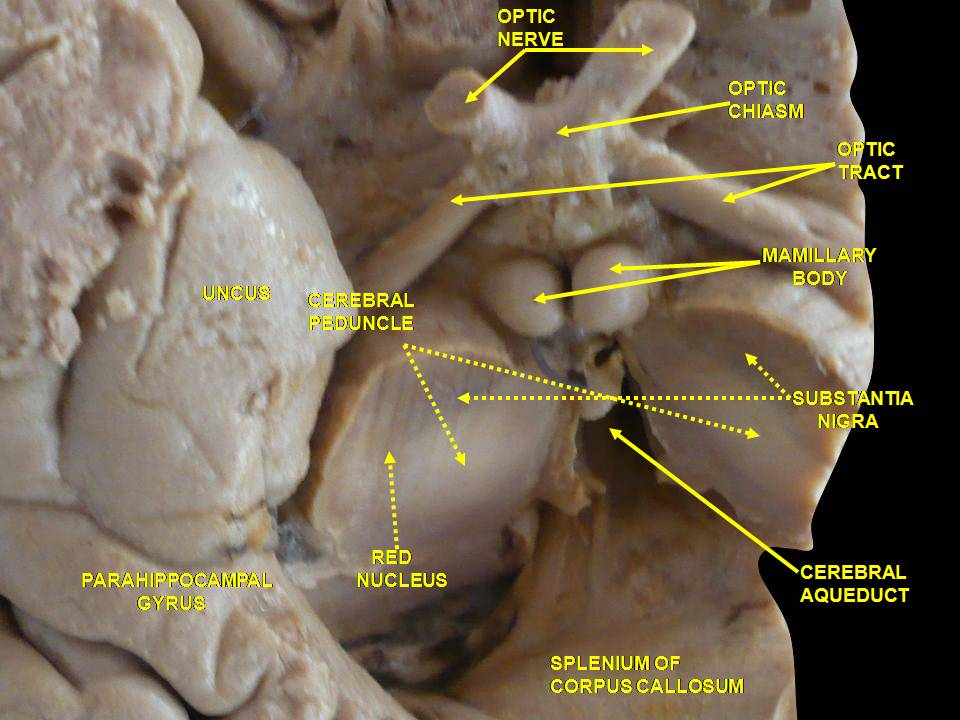
السويقة الدماغية، التصالبة البصرية. مشهد سفلي. تشريح عميق.